# Baoye-Straße
Baoye Dao (褒斜道,  Bāoyé dào) ist eine alte Shu-Straße. Sie ist nach den Flusstälern der beiden Flüsse Bao He 褒河 – auch Bao Shui (Bāo Shuǐ 褒水) genannt – und Ye Shui (Yé Shuǐ 斜水) benannt. Die beiden Flüsse entspringen dem Taibai Shan 太白山 im Gebirge Qin Ling. Der Bao Shui (Bao He)  mündet im Süden in den Fluss Han Shui; der Ye Shui mündet im Norden in den Wei Shui, ca. 30 km südwestlich von Mei. In der Zeit der Han-Dynastie war unter Kaiser Wudi ein Kanalbau angefangen worden (der sogenannte Bao-Ye-Wasserweg 褒斜水道), der nicht fertiggestellt wurde. Seit der Zeit ist es eine der wichtigsten Süd-Nord-Verbindungen im Qin Ling. Es sind viele Felsinschriften erhalten, die bis auf die Zeit der Han-Dynastie zurückgehen.

## Denkmal
Steintor und Felsinschriften an der Baoye-Straße (Baoye dao shimen jiqi Moya shike (褒斜道石门及其摩崖石刻) aus der Zeit der Han- bis Song-Zeit) in Hanzhong stehen seit 1961 auf der Liste der Denkmäler der Volksrepublik China (1-57).

## Streckenverlauf
Kreis Mei – Kreis Taibai – Liuba – Hanzhong